# Vélo Magazine

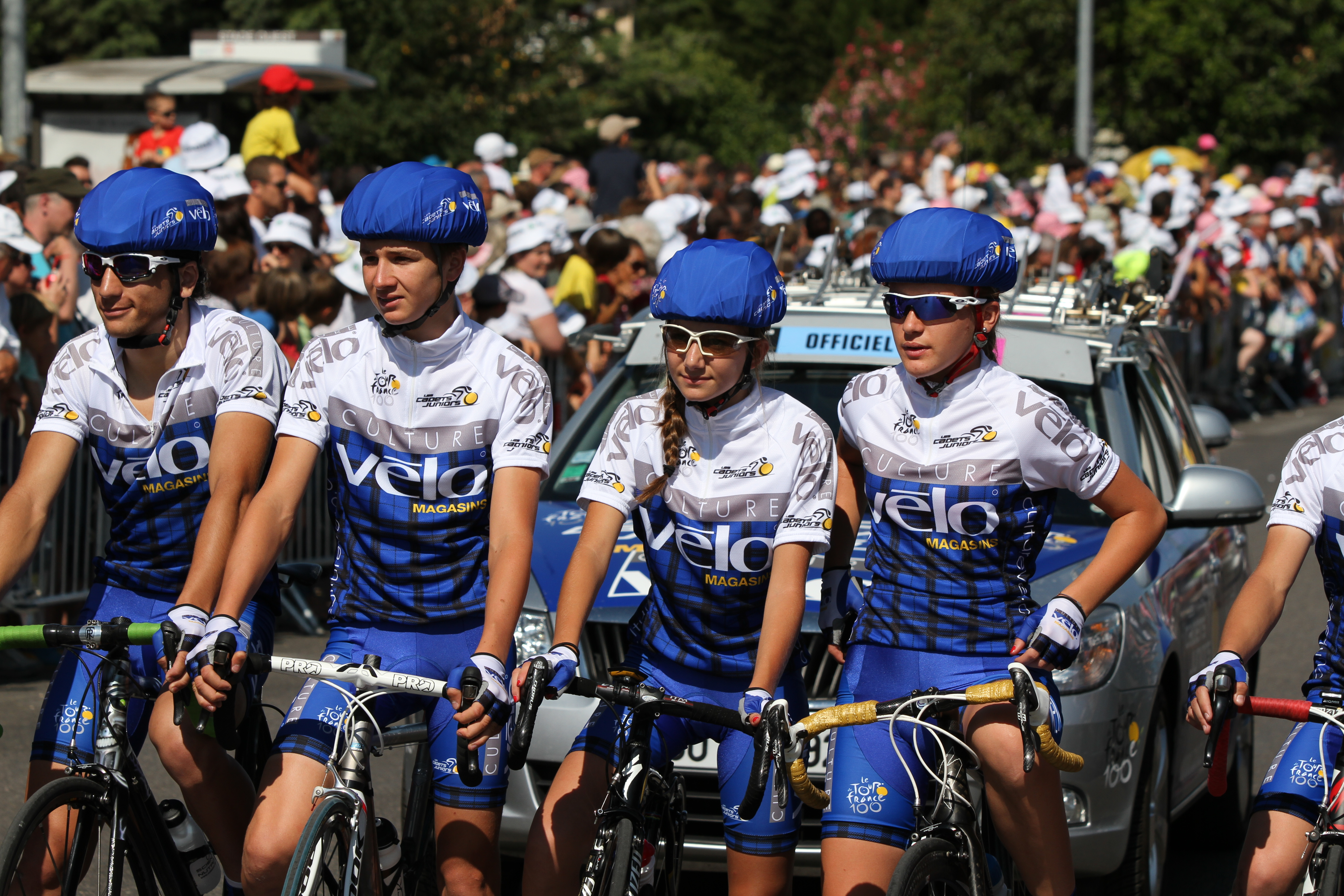
A equipa Vélo Magazine durante o Tour de France de 2013

Veló Magazine é um revista mensal francêsa especializado no ciclismo, que pertence ao grupo de imprensa Amaury Mídia de comunicação (L'Équipe, France Football…). O 1.º número data de 4 dezembro  de  1968.

## Apresentação
Desde 1993, Vélo Magazine e Grupo Amaury (ASO) organizam todos os anos A Etapa da Volta, prova ciclista que permite aos amadores de disputar uma corrida num traçado idêntico àquele de uma etapa do Tour de France. Desde 1992, a revista atribui o título de melhor corredor do ano (Vélo d'Or), bem como o Vélo d'Or français que recompensa o melhor ciclista francês do ano.